# Bridgeport (Pensilvânia)
Bridgeport é um distrito localizado no estado norte-americano de Pensilvânia, no Condado de Montgomery.

## Demografia
Segundo o censo norte-americano de 2000, a sua população era de 4371 habitantes. 
Em 2006, foi estimada uma população de 4401, um aumento de 30 (0.7%).

## Geografia
De acordo com o United States Census Bureau tem uma área de 
1,9 km², dos quais 1,7 km² cobertos por terra e 0,2 km² cobertos por água e também é usada no jogo de simulação The Sims 3.

## Localidades na vizinhança
O diagrama seguinte representa as localidades num raio de 8 km ao redor de Bridgeport. 